# Joint Chiefs of Staff

Zegel van de Joint Chiefs of Staff van de Verenigde Staten.

De Joint Chiefs of Staff (JCS, de "gezamenlijke stafchefs") is een militair adviesorgaan van de Amerikaanse federale overheid. Tot de Joint Chiefs of Staff behoren de hoogste militaire leiders onder het ministerie van Defensie, zoals de hoogste officier van het leger, de luchtmacht, de marine, het marinierskorps en het National Guard Bureau, dat leiding geeft aan de National Guard. De commandant van de kustwacht maakt geen deel uit van de Joint Chiefs of Staff, hoewel hij ook aan het hoofd staat van een van de United States Armed Forces.
De Joints Chief of Staff staan onder leiding van de Chairman of the Joint Chiefs of Staff en de Vice Chairman, die door de president worden genomineerd en bevestigd worden door de Senaat.
De Joint Chiefs of Staff adviseren de minister van Defensie, het Homeland Security Council, de Nationale Veiligheidsraad en de president over militaire kwesties. De Joint Chiefs of Staff hebben niet, individueel noch collectief, de macht om commando's te geven aan de troepen. Door de Goldwater-Nichols Act van 1986 gaat een bevel van de opperbevelhebber, de president, rechtstreeks naar de minister van Defensie en zo naar de Combatant Commanders, die het commando voeren over de verenigde strijdkrachten in een regio van de wereld of met een functionele missie.
| Functie                                  | Ambtsbekleder   | Ambtsbekleder                  | Krijgsmachtdeel / Eenheid        | Functie                                    | Ambtsbekleder     | Ambtsbekleder                    | Krijgsmachtdeel / Eenheid        |
| ---------------------------------------- | --------------- | ------------------------------ | -------------------------------- | ------------------------------------------ | ----------------- | -------------------------------- | -------------------------------- |
| Chairman of the Joint Chiefs of Staff    |                 | General John Caine (1968)      | Air Force (Transportvliegtuigen) | Vice Chairman of the Joint Chiefs of Staff | Christopher Grady | Admiral Christopher Grady (1962) | Navy (Oorlogsschepen)            |
| Chief of Staff of the United States Army | Randy George    | General Randy George (1964)    | Army (Infanterie)                | Chief of Naval Operations                  |                   | Vacant                           | Navy (Oorlogsschepen)            |
| Chief of Staff of the Air Force          | David Allvin    | General David Allvin (1963)    | Air Force (Transportvliegtuigen) | Commandant of the Marine Corps             | Eric Smith        | General Eric Smith (1964/1965)   | Marine Corps (Marine-infanterie) |
| Chief of Space Operations                | Chance Saltzman | General Chance Saltzman (1969) | Space Force (Ruimteverdediging)  | Chief of the National Guard Bureau         | Daniel Hokanson   | General Daniel Hokanson (1963)   | National Guard (Army)            |